# Fibrat (fàrmac)
En farmacologia, els fibrats són una classe d'àcids carboxílics i èsters, amfipàtics. Són derivats de l'àcid fíbric (àcid fenoxiisobutíric). S'utilitzen per a una sèrie de trastorns metabòlics, principalment hipercolesterolèmia (colesterol alt) i, per tant, són hipolipemiants.

## Usos mèdics
Els fibrats milloren la dislipèmia caracteritzada per alts nivells de triglicèrids i/o baixos nivells de colesterol HDL (cHDL) i concentracions elevades de petites partícules denses de colesterol LHDL (cLDL), amb o sense nivells elevats de cLDL. Els fibrats es poden comparar amb les estatines, que redueixen el cLDL i només tenen efectes limitats sobre altres paràmetres lipídics. Els assaigs clínics han demostrat que la combinació d'estatines i fibrats produeix una reducció significativament més gran dels nivells de cLDL i triglicèrids i un augment més gran del cHDL en comparació amb la monoteràpia amb qualsevol dels dos fàrmacs. Els fibrats s'utilitzen en la teràpia complementària en moltes formes d'hipercolesterolèmia, però la combinació d'alguns fibrats (per exemple, gemfibrozil) amb estatines està contraindicada a causa de l'augment del risc de rabdomiòlisi.
L'ús de fibrats també pot ser emprat en el tractament de problemes cardíacs. A més de millorar els perfils lipídics, s'ha associat a una disminució de casos d'infart de miocardi no mortals en pacients amb malalties cardiovasculars.

## Exemples
Comercialitzats a Espanya:
- Gemfibrozil: EFG, Lopid, Trialmin
- Fenofibrat: EFG, Secalip
- Bezafibrat: Eulitop